# ۱۰۳۸ (خورشیدی)
۱۰۳۸ هزار و سی و هشتمین سال هجری خورشیدی است.